# Marina Persson
Marina Persson, född 15 maj 1963, är en svensk före detta fotbollsmålvakt.
Persson representerade på klubbnivå Öxabäcks IF, där hon tog tre SM-guld innan hon avslutade karriären 1995. Hon spelade 15 A-landskamper för Sverige, och var med i truppen som tog brons i EM 1989.